# Dar Meriem
Dar Meriem, connu aussi sous le nom de Dar Bengana, est une résidence du temps de l'Algérie coloniale. Elle est située à Skikda à 471 km à l'est d'Alger, dans la wilaya de Skikda, anciennement appelée Philippeville lors de la période française. Le palais doit son nom à Marie Cuttoli une mécène de la tapisserie moderne, épouse de Paul Cuttoli, homme politique français d'origine algérienne et sénateur socialiste radical. Le palais a été classé patrimoine national à préserver en 1981.

## Histoire
Le palais a été construit en 1913, initialement baptisé château Cuttoli, en référence à son premier propriétaire Paul Cuttoli, porte deux autres appellations. La première, Meriem Azza officiellement reconnue et la seconde château Bengana encore entretenu par la mémoire collective. Paul Cuttoli l'a construit à l'honneur de son épouse qui se prénommait Marie et non à la Vierge Marie comme le prétend les histoires locales. On peut lire le mur du bureau de Cuttoli, en calligraphie arabe :

« هذا القصر بناه كوتيلي عزة لمريم »

qui se traduit en français « Paul Cuttoli est le constructeur de ce palais en l’honneur de Myriam ».
Le second propriétaire du palais était Boulakhras Bengana, le fils de Si Bouaziz ben M'hamed ben Gana, une des grandes figures du monde musulman algérien durant la colonisation française, d'où il avait l’habitude de venir passer les vacances dans ce château. L’achat de ce palais par Bengana, est effectué après le décès de Paul Cuttoli en 1949. Son épouse Marie rentre à Skikda pour recevoir les condoléances du Gouverneur de l’Algérie, Marcel-Edmond Naegelen et de l’ensemble de la classe politique française à Dar Mériem. Marie resta encore quelques semaines à Skikda pour s’occuper des démarches administratives visant à régler la succession et mettre son palais en vente. C’est à ce moment que Bengana était venu lui faire une offre et les deux finirent par trouver un accord.
Après l'indépendance de l'Algérie, le palais devient propriété de l'État et classé patrimoine national à préserver en 1981 pour servir de maison d’hôtes et lieu de réceptions officielles.

## Description
Le palais a été construit sur un site boisé qui surplombe le versant marin de la corniche locale de Skikda. Conçu par l’architecte Charles Montaland, il a été réalisé dans un style architectural néo-mauresque, où s’entremêlent différents aspects architecturales. Le vestibule est orné de mosaïques, faïences, sculptures. On y trouve des touches architecturales des Almoravides dans la façade extérieure, une ressemblance à la Giralda de Séville dans la forme du minaret, des réverbérations de l’Alhambra de Grenade. Des calligraphies en langue arabe ornent les murs intérieurs, parfaisant ainsi l’œuvre qui se voulait aussi un grand hommage à la civilisation andalouse. Les carreaux décoratifs fabriqués dans les fours de céramique des Chemla, une grande entreprise familiale implantée à Nabeul en Tunisie.